# Oxyopes bothai
Oxyopes bothai là một loài nhện trong họ Oxyopidae.
Loài này thuộc chi Oxyopes. Oxyopes bothai được Roger de Lessert miêu tả năm 1915.